# 纤花龙船花
纤花龙船花（学名：Ixora gracilis）为茜草科龙船花属下的一个种。其种加词来源于拉丁文“gracilis”，意为“细长的”。